# Fandango (公司)
Fandango是一間美國票務公司，主要透過他們的網站及流動應用程式來銷售電影票。

## FandangoNow
2016年初，Fandango收購了隨選視訊媒體服務M-GO。Fandango將M-GO重新命名為FandangoNow（又記作FandangoNOW）。FandangoNow兼容UltraViolet和Movies Anywhere，這是許多大間电影制片厂的數位版權產物的儲物處。

## 外部連結
- Fandango homepage（页面存档备份，存于）